# Станіслав Мачек
Станіслав Владислав Мачек (пол. Stanisław Władysław Maczek; нар. 31 березня 1892, Щирець (поблизу Львова) — пом. 11 грудня 1994, Единбург, Шотландія) — польський військовий діяч, генерал броні (1990). Почесний громадянин Нідерландів.

## Біографія
Народився у сім'ї польського адвоката хорватського походження. Доводився двоюрідним братом відомому хорватському та югославському політику першої половини ХХ століття Владку Мачеку. Середню освіту здобув у Дрогобичі. У 1910—1914 роках вивчав літературу і філософію в Львівському університеті. Брав участь у діяльності стрілецького товариства.
28 червня 1914 року, сербський студент Гаврило Принцип убив ерцгерцога Франца Фердинанда. Сараєвське вбивство стало формальним приводом для початку Першої світової війни. Мачек був призваний до австро-угорської армії. Служив у південно-тірольському полку на італійському кордоні. Навчався у школі офіцерів-резервістів 3-го корпусу. По її закінченні — командир взводу 3-го піхотного полку, який розташовувався в Граці. 1915 року отримав призначення в 2-й елітний полк тірольських імператорських стрільців, воював на італійському фронті. Потім — інструктор офіцерської школи. У жовтні 1916 року отримав звання лейтенанта і був призначений командиром роти. У лютому 1918 року — поранений, лікувався у Віденському шпиталі. Знову повернувся на італійський фронт, до підрозділу альпійських стрільців. Отримав звання обер-лейтенанта. В листопаді залишив імператорську армію і вступив до Війська Польського.
Після закінчення Першої світової війни командував батальйоном 26-го піхотного полку у Львові. У 1924 р. закінчив вищу військову школу у Варшаві. З 1924 по 1927 рік був на посаді начальника 2-го відділу Генерального штабу. Потім заступник командира 76-го піхотного полку. У 1929—1935 роках — командир 81-го піхотного полку. 16 лютого 1935 року був призначений командувачем піхоти 7-ї Ченстоховської піхотної дивізії.
У жовтні 1938 року призначений командиром 10-ї моторизованої кавалерійської бригади, якою командував і під час Польської кампанії 1939 року. Протягом п'яти днів бригада Мачека хоробро билася і, незважаючи на чисельну та технічну переваги, німці не могли просуватися більше, ніж на 10 кілометрів на добу. Потім Мачек прибув до Львова і очолив оборону міста. Для цього було сформовано мобільний резерв у боротьбі за місто, що дозволило іншим польським підрозділам відійти на румунський плацдарм. Цей резерв вважається єдиним польським підрозділом, що не програв жодного бою в 1939 році. Йому вдалося уникнули полону і відійти до Угорщини.
Навесні 1940 року Мачек відтворив свою бригаду вже у Франції, з нею брав участь у боях з німецькими військами. Після капітуляції Франції, разом зі своїми товаришам по службі перебрався до Англії, де вже втретє відродив свою частину.
25 лютого 1942 року за наказом Верховного головнокомандувача — генерала Владислава Сікорського створено 1-шу польську танкову дивізію, яку очолив Мачек. Спочатку військова частина була розташована в Шотландії й несла варту на 200-кілометровій ділянці морського узбережжя. Наприкінці липня 1944 року, в кілька етапів, була перевезена до Нормандії. Мачек висадився з дивізією поблизу міста Канн. У серпні 1944 року його підрозділ увійшов до складу 2-го канадського корпусу. Успішно воював у Франції: пройшовши з боями Бельгію і Нідерланди, закінчив свій бойовий шляху Вільгельмсгафені, одній з головних баз німецької Крігсмаріне. У травні 1945 року генерал Мачек призначений командиром 1-го Польського корпусу, дислокованого в Шотландії.
В день капітуляції Рейху під контролем польських збройних сил на Заході, які діяли в складі військ західних союзників, опинилась частина Нижньої Саксонії (так званий Емсланд). Після того, як настав мир, сюди, крім армії, було звезено близько 10 тисяч польських полонених остарбайтерів (у тому числі 1728 дівчат — учасниць Варшавського повстання). Таким чином, в цьому регіоні в травні 1945 р. перебувало 18 тисяч польських солдат і приблизно 30 тисяч поляків, звільнених із таборів.
Західні союзники вирішили передати частину окупованої території під польську адміністрацію. Ідея створення польського анклаву була схвалена фельдмаршалом Монтгомері. Поляки отримали в управління 6500 кв.км. на північному заході Німеччини. Так на місці німецького міста Гарен з'явилось місто Мачков, назване на честь командира 1-ї бронедивізії Станіслава Мачека.
За три роки існування назви міста, 479 людей отримали в свідоцтві про місце народження — Мачков, яке сьогодні не знайти на карті. 10 вересня 1948 року місту знову було повернуто назву Гарен. Більшість поляків повернулись у Польщу, частина емігрувала до Великої Британії, а в Гарен під звуки церковних дзвонів повернулись німці. Неодноразово вони запрошували відвідати своє місто поляків, які тут народились, вчились, одружувались або просто мешкали в 1945—1948 роках.
Вкрай негативно сприйняв звістку про створення в Польщі комуністичного режиму, залишився прихильником емігрантського уряду. Після війни уряд Польської Народної Республіки позбавив його громадянства і він був вимушений залишитися у Великій Британії. 9 вересня 1948 року був демобілізований з армії союзників, без права на отримання військово-пенсійного забезпечення. До кінця 1960-х працював на різних роботах, зокрема барменом в Единбурзькому готелі.
1989 року останній прем'єр-міністр польського комуністичного уряду Мечислав Раковський приніс генералові Мачеку публічні вибачення. В 1994 році його представили до вищої державної нагороди Польщі — ордена Білого Орла.
Бригадний генерал Станіслав Мачек помер 11 грудня 1994 року. Згідно з його останнім бажанням був похований поруч зі своїми солдатами — на польському військовому цвинтарі нідерландського міста Бреда.

## Нагороди
- Хрест «За військові заслуги» (Австро-Угорщина) 3-го класу
- Бронзова і срібна медаль «За військові заслуги» (Австро-Угорщина)
- Медаль за хоробрість (Австро-Угорщина)
- Військовий Хрест Карла
- Медаль «За поранення» (Австро-Угорщина)
- Virtuti Militari (Польща)
  - срібний хрест (1920)
  - золотий хрест (1942) — за заслуги під час Польської кампанії.
  - лицарський хрест (25 листопада 1944) — нагороджений Бернардом Монтгомері.
- Хрест Хоробрих з планкою (Польща;нагороджений тричі, востаннє — посмертно)
- Орден Зірки Румунії, офіцерський хрест (1929)
- Орден Відродження Польщі
  - лицарський хрест
  - офіцерський хрест (1934)
  - командорський хрест
  - великий хрест (2 березня 1987)
- Медаль Незалежності (Польща) (1934)
- Орден Заслуг (Угорщина), командорський хрест із зіркою
- Орден «За видатні заслуги» (Велика Британія) (25 листопада 1944) — нагороджений Бернардом Монтгомері.
- Орден Почесного легіону, командор (Франція; 26 березня 1945)
- Круа-де-Герр з пальмами (Франція; 26 березня 1945)
- Орден Корони (Бельгія), великий офіцерський хрест з пальмами (1945)
- Воєнний хрест (Бельгія) з пальмами (1945)
- Орден Оранських-Нассау, великий офіцерський хрест з мечами (Нідерланди; 3 квітня 1946)
- Золотий хрест Заслуг (Польща) з мечами
- Воєнна медаль 1939—1945 (Велика Британія)
- Орден Бані, командорський і кавалерський (цивільний) хрест (Велика Британія)
- Зірка 1939—1945 (Велика Британія)
- Зірка Франції та Німеччини (Велика Британія)
- Медаль оборони (Велика Британія)
- Медаль війни 1939—1945 (Велика Британія)
- Пам'ятна військова медаль 1939—1945 (Франція)
- Орден Білого Орла (Польща; 19 січня 1995, посмертно) — «як визнання особливо видатних заслуг перед Республікою Польща.»
- Пам'ятний знак 10-ї танково-кавалерійської бригади (Польща; 1998, посмертно)